# 梅斯国立工程师学校
梅斯国立工程师学校（法語：École nationale d'ingénieurs de Metz）是位于法国梅斯的一所公立工程师学校，是2019年被授予颁法工程师文凭的205所工程师学校之一。学校为法国4所国立工程师学校之一，属于洛林国立综合理工学院。

## 国际合作
学校与南京理工大学2013年合作成立了南京理工大学中法工程师学院。